# Ключ 196
Ключ 196 (трад. 鳥, упр. 鸟) — ключ Канси со значением «Птица»; один из 6-и, состоящих из 11-и черт.
В словаре Канси есть 750 символов (из 49 030), которые можно найти c этим ключом.

## История
Изначально словарь состоял из 540 идеограмм, но впоследствии был отредактирован и уменьшен (путем исправления ошибок и упразднения ненужных ключей) до классического ныне существующего списка в 214 иероглифических ключа, среди которых идеограмма 鳥 в переводе с кит. — «птица» отображала птицу. Это часто употребляемый иероглиф, который в современном виде используется в значениях так или иначе имеющих отношение к птицам.

### Древние изображения
Древние изображения современного варианта иероглифического ключа помогают понять изначальное значение, задуманное предками.

Вид в Цзягувэнь
Вид в Цзиньвэнь
Вид в малой печати Чжуаньшу

## Значение
В современном китайском языке данный иероглифический ключ встречается часто и имеет следующие значения:
1. Общее название всех видов птиц
2. Общее название северных народов Китая (диалект)
3. Ловля и разведение птиц

## Порядок написания
Традиционно техника азиатской каллиграфии соблюдает следующие правила последовательности написания в порядке значимости:
1. Сверху вниз
2. Слева направо
3. Пишутся сначала горизонтальные, потом вертикальные и далее откидные черты
4. Если нижняя горизонтальная черта не пересекается вертикальной, то пишется в конце
5. При написании откидных черт сначала идёт откидная влево, затем откидная вправо
6. При наличии охватывающих черт сначала пишутся внешние, затем внутренняя часть иероглифа
7. Замыкающая черта охватывающих черт пишется в последнюю очередь
8. Вертикальная черта в центре пишется первой, если она не пересекается горизонтальными чертами
9. Правая точка всегда пишется последней

Ниже представлено изображение последовательности написания упрощённой формы ключа.

## Варианты написания
Варианты написания данного ключа отличаются в зависимости от региона.
| Традиционный вид Словарь Канси, Китай | Япония | Упрощенный вид |
| ------------------------------------- | ------ | -------------- |
| ⿃                                    | 鳥     | 鸟             |

## Варианты прочтения
Данный иероглифический ключ используется в письменности Китая, Тайваня, Японии, Кореи, Вьетнама и имеет разные варианты прочтения, произношения и написания, в зависимости от региона, языка и наречий:
- кит. трад. 鳥, упр. 鸟, пиньинь niǎo, няо
- яп. 鳥, tori, тори
- яп. チョー, chō, чо:
- яп. とり, tori, тори
- кор. 새 sae, сэ?, 조 jo, джо?

## Примеры иероглифов
В данной таблице представлен примерный список иероглифов с использованием ключа.
| Доп. черт | Иероглифы |
| --------- | --- |
| 0         | 鳥 (鸟) |
| 1         | 鳦 |
| 2         | 䲥鳧鳨鳩鳪鳫鳬鳭鳮鳯鳰 |
| 3         | 䲦䲧䲨䲩䲪䲫鳱鳲鳳鳴鳵鳶鳴鳲 |
| 4         | 鳽䲬䲭䲮䲯䲰䲱䲲䲳䲴䲵䲶䲷䲸鳾鳷鳸鳹鳺鳻鳼鳽鳾鳿鴀鴋鴌鴍鴎鴁鴂鴃鴄鴅鴆鴇鴈鴉鷗鴉鶬𩾰𩾷𩿇𩿎𩿘𩿙𩿚                                       |
| 5         | 𪀎𪀄𪀅𪀆𪀐䲹䲺䲻䲼䲽䲾䲿䳀䳁䳂䳃䳄䳅𩿦䳆䳇䳈䳉䳊鴊鴏鴚鴜鴝鴞鴟鴪鴥鴫鴬鴐鴑鴒鴓鴔鴕鴖鴗鴘鴙鴠鴡鴢鴣鴤鴧鴨鴩鴣鶇鴦鴛𩿞𩿠𩿤𩿨             |
| 6         | 𪀚𪀯𪀔𪁂𪁃𪁄𪁅𪁆𪁇䳎䳋䳌䳍䳎䳏䳐䳑䳒䳓䳔鴜鴷鴭鴮鴯鴺鴻鴼鴽鴾鴿鴰鴱鴲鴳鴴鴵鴶鴸鴹鵀鵁鵂鵃鵄鵅鵆鵇鵈鵉                                   |
| 7         | 𪁎𪁳𪁴𪁵𪁶䳕䳖𪃹䳙䳚䳛䳜鵊鵋鵌鵍鵎鵏鵚鵛鵜鵝鵞䳗䳘鵟鵐鵑鵒鵓鵔鵕鵖鵗鵘鵙鵠鵡鵢鵣鵥鵠鿂                                                 |
| 8         | 𪂠𪂮𪂯𪂰𪂱𪂲𪂳𪂂𪂃鵯𪂇鵧䳝䳞䳟䳠䳡䳢䳣䳤䳥鵪鵫鵬鵭鵮鵯鵺鵻鵼鵽鵾鵿鶊鶋鶌鶍鶎鶏鵦鵧鵨鵩鵰鵱鵲鵳鵴鵵鵶鵷鵸鵹鶀鶁鶂鶃鶄鶅鶆鶇鶈鶉鶑鶓鵡鵮 |
| 9         | 𪂹𪃏𪃙𪃡𪃧𪃭𪃱𪃲𪃳𪃴𪃵𪃸䳭䳦䳧䳨䳩䳪䳫䳬䳭䳮䳯䳰鶚鶛鶜鶝鶞鶟鶐鶒鶓鶔鶕鶖鶗鶘鶙鶠鶡鶢鶣鶤鶥鶦鶧鶨鶩鶪鶫鷀                               |
| 10        | 𪃾𪄌𪄞𪄅𪄇𪄣𪄤𪄥𪄦𪄧𪄨𪄅䳱䳲䳳䳴䳵䳶鶬鶭鶮鶯鶰鶱鶲鶳鶴鶵鶶鶷鶸鶹鶺鶻鶼鶽鶾鶿鷀鷁鷂鷃鷄鷅鷆鷇鷈鷉鷊鷌鷍鷎鷏                             |
| 11        | 𪅪𪅫𪅬𪅭𪄳𪄴𪄸𪅐𪅤𪅥𪅦𪅧𪅨𪅩䳸䳷䳸䳹䳺䳻䳼䳽鷋鷐鷑鷒鷓鷔鷕鷖鷗鷘鷙鷚鷛鷜鷝鷞鷟鷚                                                       |
| 12        | 𪆣𪆤𪆥𪆦𪆧𪆫𪅴𪆐𪆒𪆓䳾䳿䴀䴁䴂䴃䴄䴅䴆鷡鷢鷣鷤鷥鷦鷧鷨鷩鷪鷫鷬鷭鷮鷯鷰鷱鷲鷼鷳鷴鷵鷶鷷鷸鷻鷯                                           |
| 13        | 𪆴𪆵𪆼𪇋𪇌𪇍𪇎𪇏𪇐䴊䴋䴇䴈䴉鷿鷹鷽鷾鷿鸀鸊鸁鸂鸃鸄鸅鸆鷺鸇鸈鸉                                                                         |
| 14        | 𪇨𪇩𪇪𪇫䴌䴍鸋鸍鸎鸏鸐鸑鸒 |
| 15        | 𪇴𪇵䴎鸓鸔 |
| 16        | 䴏鸕鸖鸗 |
| 17        | 𪈠鸚鸘鸙鸘 |
| 18        | 鸛鸜 |
| 19        | 𪈳鸝鸞 |
| 20        | 䴐 |
| 23        | 䴑 |
| 24        | 𪈾䴒 |